# Philibert De Vlaeminck
Philibert De Vlaeminck (Eeklo, 22 oktober 1965) is een Belgisch voetbalcoach en voormalig voetballer.

## Carrière
De Vlaeminck genoot zijn jeugdopleiding bij KFC Eeklo en Cercle Brugge. In het seizoen 1984/85 speelde hij in het shirt van Cercle Brugge acht competitiewedstrijden in Eerste klasse. In 1985 keerde hij terug naar Eeklo, waar hij nog meer dan vijftien jaar bleef voetballen. Vanaf december 1999 werd De Vlaeminck ook trainer van de club. De Vlaeminck kon niet beletten dat Eeklo op het einde van het seizoen 1999/00 naar Eerste provinciale degradeerde, maar bleef toch aan. In januari 2004 raakte bekend dat De Vlaeminck na afloop van het seizoen 2003/04 zou opstappen bij Eeklo. Zo ver kwam het uiteindelijk niet, want eind maart 2004 stapte De Vlaeminck vroeger dan gepland op. Uiteindelijk dwong de club onder Ronny Meese alsnog het behoud af in Eerste provinciale.
In oktober 2004 werd De Vlaeminck de nieuwe trainer van tweedeprovincialer LS Merendree. Hier bleef hij drie jaar aan de slag, alvorens in oktober 2007 zelf op te stappen. In de zomer van 2008 ging hij aan de slag bij tweedeprovincialer KFAC Waarschoot, waarmee hij in zijn debuutseizoen meteen kampioen werd. De Vlaeminck begon ook aan het seizoen 2009/10 in Eerste provinciale, maar werd eind oktober 2009 bedankt voor bewezen diensten als gevolg van de slechte competitiestart.
In maart 2010 raakte bekend dat De Vlaeminck bij de start van het seizoen 2010/11 zou aantreden als trainer van VK Adegem. Uiteindelijk werd hij door het vroegtijdige ontslag van Philippe Dhaemers ook al ingezet in het seizoen 2009/10. In januari 2017 werd De Vlaeminck ontslagen als coach van Adegem, waarmee hij zeven jaar in Tweede provinciale was gebleven. In oktober 2017 ging hij aan de slag bij reeksgenoot SK Maldegem. In zijn eerste seizoen als coach van Maldegem eindigde hij derde in Tweede provinciale, op zes punten van kampioen Adegem. De Vlaeminck bleef er aan de slag tot oktober 2022, toen hij zelf zijn ontslag aanbood.